# Коврижново
Коврижново — деревня в Кирилловском районе Вологодской области.
Входит в состав Алёшинского сельского поселения, с точки зрения административно-территориального деления — в Алёшинский сельсовет.
Расстояние до районного центра Кириллова по автодороге — 15,8 км, до центра муниципального образования Шиндалово по прямой — 2 км. Ближайшие населённые пункты — Щетинино, Петряево, Кирсново, Ратибор, Бонема.
По переписи 2002 года население — 7 человек.